# Doorslagsluis
De Doorslagsluis is een voormalige Nederlandse schutsluis met puntdeuren, gelegen tussen het Merwedekanaal benoorden de Lek en de Doorslag, bij Jutphaas, op het punt waar de Vaartsche Rijn Doorslag gaat heten. De sluis stond vroeger gewoonlijk open en heeft nu geen sluisdeuren meer. De vaarweg is CEMT-klasse 0. De Doorslagsluis is een gemeentelijk monument.
Voor de sluis ligt een draaibrug met een doorvaartwijdte van 6,50 m.

## Geschiedenis
De aanleiding voor de bouw van de sluis in 1671 waren de vele jaren van wateroverlast. Bovendien moest de sluis kunnen voorkomen dat het water van geïnundeerde gebieden zou wegvloeien via de Hollandse IJssel. De historische sluis kampte met achterstallig onderhoud en vormde een knelpunt in de aanvoerroute van extra water naar het westen. Het object is in 2022 en 2023 gerenoveerd en heeft de uitstraling van schutsluis behouden. 
De sluishoofden en het brughoofd moesten worden ontmanteld om extra water aan te kunnen voeren. De sluishoofden zijn echter met  oorspronkelijk of authentiek (uitziend) materiaal ingekort teruggebouwd als 'zwevend balkon', waarmee onder water voldoende aanvoermogelijkheid van zoetwater is gerealiseerd. 
Op de plek waar de oude sluisdeuren zaten is een uitsparing gemaakt. Daar zijn alleen nog de bovenbalken van twee oude sluisdeuren geplaatst. De andere twee deuren zijn door het waterschap Hoogheemraadschap De Stichtse Rijnlanden bij de renovatie van de Romeijnsdeuren in Oudewater gebruikt.